# Tobias Holzmüller
Tobias Holzmüller (* 1975) ist ein deutscher Jurist, Manager und Verbandsfunktionär; seit 2023 ist er Vorstandsvorsitzender der Musikverwertungsgesellschaft GEMA.

## Ausbildung und Beruf
Nach einem Studium der Rechtswissenschaft und der Geschichtswissenschaft an der Universität Glasgow, der Universität Montpellier, der Ruprecht-Karls-Universität Heidelberg und mit Abschluss 2007 als Master of Laws an der New York University promovierte Tobias Holzmüller 2008 an der Ludwig-Maximilians-Universität München zum Dr. jur.; seine Dissertation schrieb er zu einem Thema zum internationalen Kartellrecht.
Noch bevor Holzmüller 2007 als Rechtsanwalt zugelassen wurde, hatte er am Max-Planck-Institut für Geistiges Eigentum in München an Forschungsaufgaben gearbeitet. Nach der Zulassung arbeitete er bis 2012 in München und Brüssel in der Kanzlei Gleiss Lutz an Fragen des Kartell-, des Urheber- und des EU-Rechts.
Tobias Holzmüller wurde 2013 mit der Leitung des Justiziariats der Musikververtungsgesellschaft GEMA betraut. 2016 wurde er auch Geschäftsführer der Zentralstelle für private Überspielungsrechte (ZPÜ), eines Zusammenschlusses deutscher Verwertungsgesellschaften. Seit Oktober 2023 ist Tobias Holzmüller als Nachfolger von Harald Heker Vorstandsvorsitzender der GEMA.
Holzmüller erfüllte Lehraufträge für Urheberrecht an der Universität Regensburg.

## Tätigkeit in der GEMA
Während Tobias Holzmüllers Tätigkeit bei der GEMA hatte er Anteil an wichtigen Entscheidungen. Dazu zählen die Gründung von ICE – International Copyright Enterprise, einem Joint Venture, bei dem die GEMA mit anderen europäischen Verwertungsgesellschaften zusammenarbeitet. Die Mehrheitsbeteiligung am Digitalvertrieb Zebralution zählt ebenfalls dazu. Auf die Reform des Urheberrechts durch die neue DSM-Richtlinie der EU 2019 und ihre Umsetzung in Deutschland hat Holzmüller hingewirkt. Eine wichtige neue Regelung, die die Richtlinie vorsieht, ist die Verpflichtung von Online-Plattformen, vor der Nutzung von Musikstücken Lizenzvereinbarungen mit den Inhabern der Urheberrechte abzuschließen. Für eine anzustrebende europäische Regelung zum Umgang mit Künstlicher Intelligenz fordert Holzmüller Transparenz: Anbieter Künstlicher Intelligenz sollten verpflichtet werden, offenzulegen, mit welchen Inhalten sie trainiert wurde.

## Schriften
- Einseitige Wettbewerbsbeschränkungenals Regelungsproblem des internationalen Kartellrechts. tämpfli, Bern 2009. ISBN 978-3-7272-0664-1 (zugleich Dissertation an der Universität München 2008)
- als Herausgeber mit Robert Heine: VGG – Verwertungsgesellschaftengesetz. DeGruyter, Berlin 2019, ISBN 978-3-11-055733-6, S. XV–XVI, insbesondere S. XV (Gesetzeskommentar).